# Landen (Belgien)
Landen ist eine Stadt im flämischen Teil Belgiens. Die Stadt und der gleichnamige Verwaltungsbezirk liegen in bei Löwen im Osten der Provinz Flämisch-Brabant. Sie zählt 16.390 Einwohner (Stand 1. Januar 2024) und erstreckt sich über eine Fläche von 54,05 km².
Der Bahnhof Landen an der Bahnstrecke zwischen Brüssel und Lüttich war früher ein Knotenpunkt des Regionalverkehrs. Von ehemals drei hier beginnenden Nebenbahnen ist heute nur noch die Strecke nach Hasselt in Betrieb.

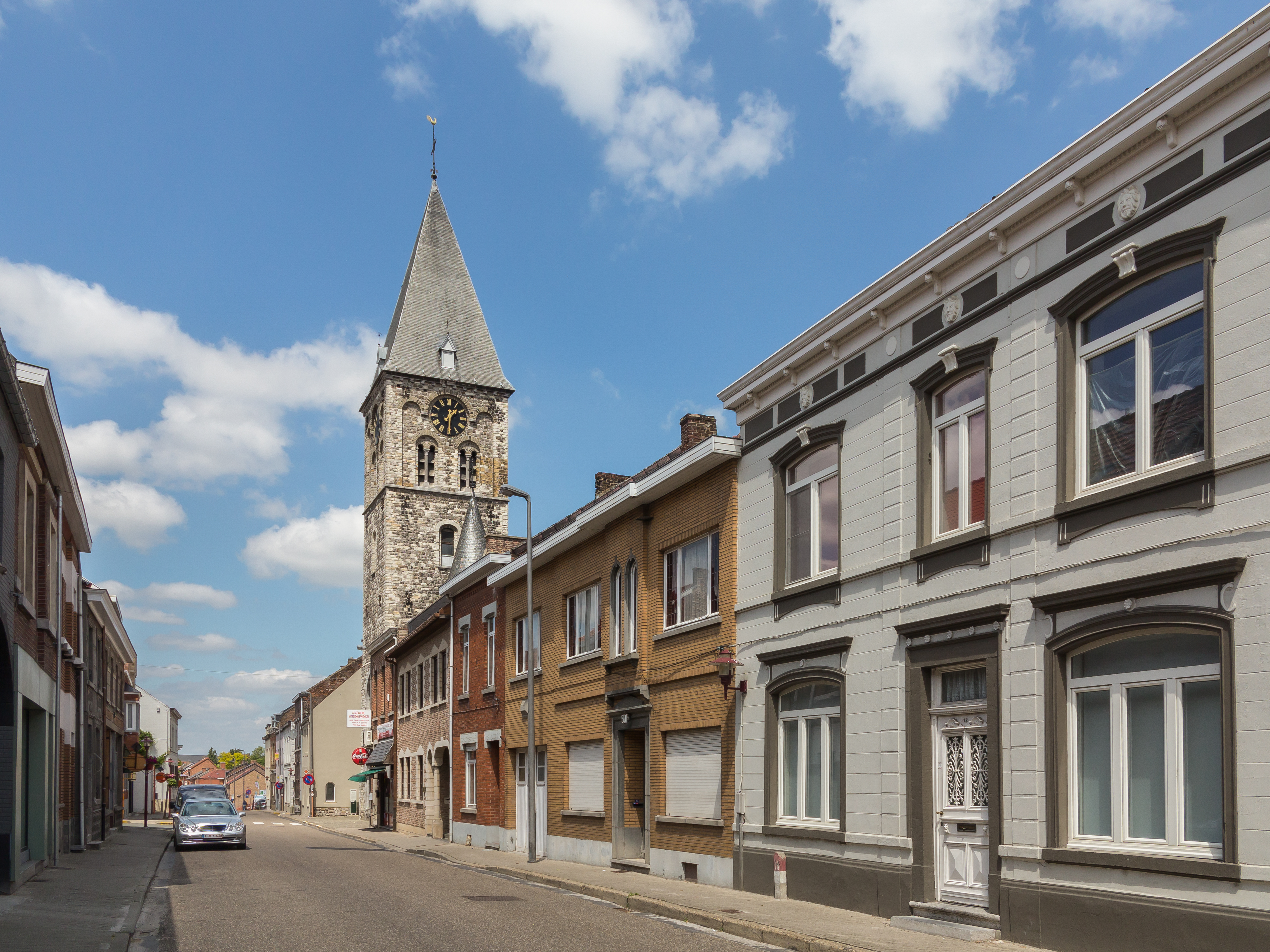
Kirche: Sint-Gertrudis

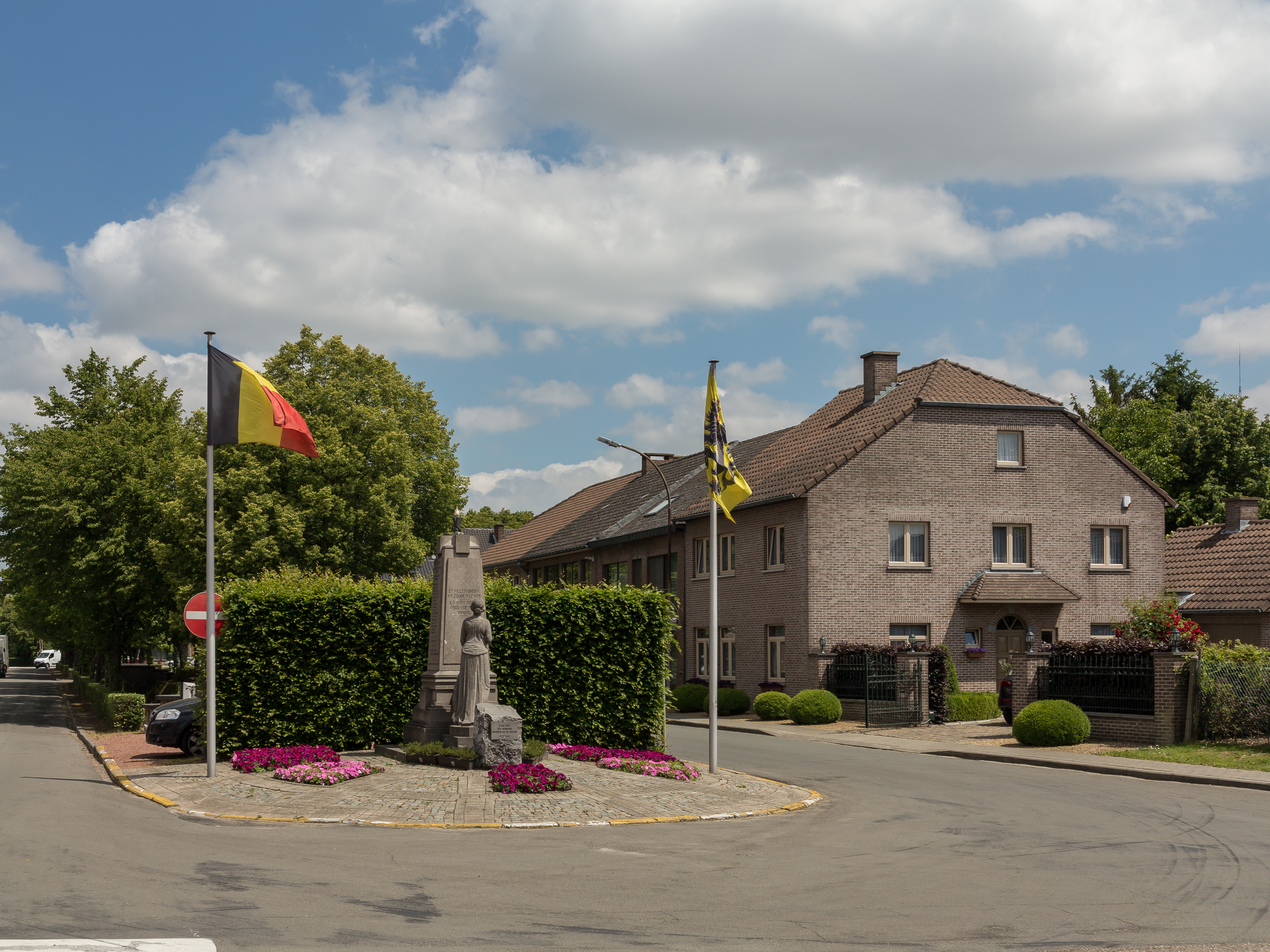
Kriegerdenkmal

## Geschichte

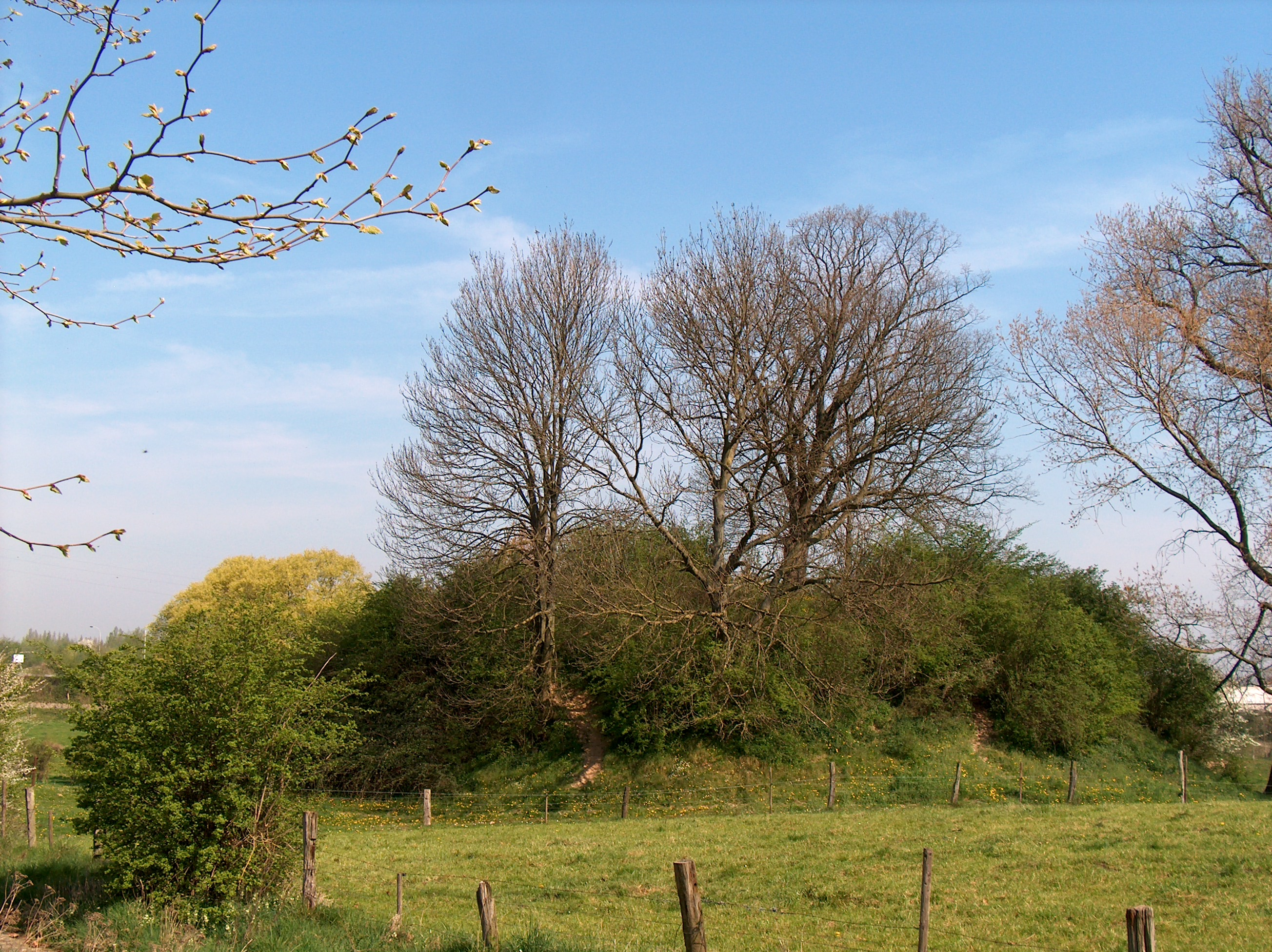
Tumulus de Pépin de Landen

Der bedeutendste Sohn der Stadt war vermutlich Pippin der Ältere, der auch Pippin von Landen genannt wurde. Der fränkische Hausmeier zur Zeit der Merowinger, Stammvater der Pippiniden und der Karolinger wurde wahrscheinlich um 580 hier geboren. Er verfügte jedenfalls über ausgedehnten Familienbesitz zwischen dem Kohlenwald und der mittleren Maas im östlichen Belgien. 
Karlmann von Landen wird manchmal als Vater von Pippin aufgeführt. Auch sein Grabhügel,  der Tumulus de Pépin de Landen, befindet sich in Landen. Pippins Tochter, die hl. Begga, wurde ebenfalls nach der Stadt benannt, anders als ihre ebenfalls heiliggesprochene Schwester Gertrude von Nivelles.
Die Tumuli von Betz, von Middelwinden und von Waesmont liegen ebenfalls in Landen.

## Persönlichkeiten
- Johann von Landen (* vor 1463; † 1516 ?), ein früher Drucker, der in Köln wirkte.